# Allianz Kompass Europa
Die Allianz Kompass Europa ist eine politische Schweizer Organisation, die die geplanten Abkommen über die Weiterentwicklung der bilateralen Verträge zwischen der Schweiz und der Europäischen Union (EU) auf der gegenwärtigen Basis ablehnt. Insbesondere ist sie gegen die Einbindung der Schweiz in die von der EU vorgesehenen Bedingungen institutioneller Natur. Sie macht Vorschläge für die zukünftige Ausrichtung der Schweizer Aussenpolitik. Der Allianz gehören Persönlichkeiten aus Industrie, Finanzwesen und Beratung als Unterstützer an.

## Argumente gegen die Weiterentwicklung der bilateralen Verträge mit dynamischer Rechtsübernahme
2021 formulierte Kompass Europa seine Argumente gegen das damals verhandelte Rahmenabkommen zwischen der Schweiz und der EU  und veröffentlichte ein entsprechendes Manifest.
Seit 2022 verhandelt der Schweizer Bundesrat mit der EU über die Weiterentwicklung der bilateralen Verträge zwischen der Schweiz und der EU. Die neuen Verhandlungspositionen wurden in Form einer Paketlösung festgehalten. Dazu hat das Bündnis Kompass Europa eine Lagebeurteilung aus Sicht der Allianz vorgenommen und befunden, dass die Schweiz von Grund auf politisch und strukturell nicht mit der EU kompatibel sei. Die Rechte der Schweiz als souveräne Partnerin der EU würden ausgehöhlt. Der Schweiz drohe wegen der geplanten dynamischen Rechtsübernahme eine Nivellierung der Wirtschaft nach unten. Die einzelnen Vertragsgegenstände hat Kompass Europa kritisch ausgelegt und verdeutlicht. Kontrovers wird der Nutzen des freien Personenverkehrs beurteilt. Heinrich Fischer als Präsident der Allianz bezeichnet das Interesse der EU am Freizügigkeitsabkommen als grösser im Vergleich mit jenem der Schweiz. Alfred Gantner als Mitgründer der Allianz ist gegen den ungesteuerten Zugang zum Schweizer Arbeitsmarkt über die Personenfreizügigkeit. Die Schweiz müsse eine eigenständige Auswahl der erwünschten Arbeitskräfte vornehmen. Zitat: "Wir können jederzeit in der EU rekrutieren".

## Schweizer Volksinitiative
Ein der Allianz nahestehendes Komitee hat am 1. Oktober 2024 die Unterschriftensammlung für die Eidgenössische Volksinitiative Für eine direkt-demokratische und wettbewerbsfähige Schweiz – Keine EU-Passivmitgliedschaft (Kompass-Initiative) begonnen. Dem Initiativkomitee gehören 27 Personen an, darunter ein Mitglied des Nationalrats (Diana Gutjahr, SVP), ein Mitglied des Ständerats (Hans Wicki, FDP.Liberale), die Unternehmer Daniel Aegerter, Alfred Gantner, Urs Lehmann und Jörg Wolle, der Chefredaktor des Nebelspalters Markus Somm, der frühere Fernsehmoderator Kurt Aeschbacher und der ehemalige Skirennfahrer Bernhard Russi. Zu den Initianten gehören die Gründer der Partners Group. Die Initiative geht nicht von politischen Parteien, bereits etablierten Verbänden, NGOs oder professionellen Politaktivisten aus, sondern von neuen Gruppierungen aus Wirtschaft und Volk.
Diese Initiative fordert, dass zukünftig völkerrechtliche Verträge, die eine Übernahme wichtiger rechtsetzender Bestimmungen vorsehen, dem obligatorischen Referendum zu unterstellen sind. Laut einer Redaktorin der Neuer Zürcher Zeitung könnte der Schweizer Bundesrat eine Volksinitiative mit über 100'000 gültigen Unterschriften kaum ignorieren. Er müsste wohl ein institutionelles Abkommen mit der EU auch dem Ständemehr unterstellen. Falls diese Volksinitiative mit zeitlicher Verzögerung angenommen würde, müsste ein zuvor nur vom Volk allein durch ein Volksmehr angenommenes und dem fakultativen Referendum unterstelltes Vertragswerk mit der EU anschliessend durch eine zusätzliche Abstimmung wiederholt werden (Rückwirkungsklausel).
Am 17. Juni 2012 haben Volk und Stände die eidgenössische Volksinitiative «Für die Stärkung der Volksrechte in der Aussenpolitik (Staatsverträge vors Volk!)» mit ähnlicher Stossrichtung mit 75,3 %-Neinstimmen und 23:0 Standesstimmen abgelehnt. Jedoch hätte jene Initiative vor mehr als 10 Jahren Staatsverträge viel umfassender neuen Regeln unterworfen als es diese Initiative formuliert. Es ist vorgesehen, dass die nun geplanten Bestimmungen auf einen eng begrenzten Sachbereich beschränkt bleiben. Zudem werden neue Verträge, welche keine dynamische Rechtsübernahme enthalten, ausgenommen. Auch bestehende Verträge wie das Schengen-/Dublin-Abkommen wären laut den vorgesehenen Übergangsbestimmungen dieser Initiative nicht betroffen.

## Stellungnahmen
Der Verband Autonomiesuisse mit 900 Mitgliedern unterstützt diese Initiative. Wirtschaftshistoriker Thomas Straubhaar sieht eine politische Neuaufstellung des Wirtschaftssektors. Man könne diese Opposition nicht als Aussenseiter abtun. Auch Jean-Daniel Gerber bezeichnet Kompass Europa als eine Zäsur im Auftritt der Wirtschaft. Andererseits hat der Vorstand des Wirtschaftsdachverbands Economiesuisse, der hundert Wirtschaftsbranchen, zwanzig Handelskammern und ein Dutzend Grossfirmen vertritt, am 5. September 2024 mit Dreiviertelmehrheit beschlossen, die Kampagne für die Weiterentwicklung der bilateralen Verträge zwischen der Schweiz und der EU zu verstärken. Gegen die Initiative haben sich auch die Handelskammer von Zürich und der Verband der Schweizer Maschinen-, Elektro- und Metallindustrie Swissmem ausgesprochen. Gemäss Elisabeth Schneider-Schneiter, Präsidentin der Handelskammer beider Basel, stellen die Aktivitäten von Allianz Kompass Europa und Autonomiesuisse «keine Spaltung der Wirtschaft dar». Es sei dies «eine isolierte Gruppe von Wirtschaftsleuten».

## Alternative Zielsetzung
Die Allianz Kompass Europa fordert die Sicherung einer weltoffenen und aktiven Aussenwirtschaftspolitik für die Schweiz ohne einseitige Ausrichtung auf den EU-Binnenmarkt. Die Beziehungen zur EU sollen respektvoll auf Augenhöhe geregelt werden. Zudem soll der Bund die Eigenständigkeit der Kantone beim Vollzug der Aussenwirtschaftspolitik respektieren.

## Steuerungsausschuss
Präsident des Steuerungsausschusses der Allianz ist Heinrich Fischer, ehemaliger Verwaltungsratspräsident der Hilti-Gruppe, Verwaltungsrat weiterer Schweizer Unternehmen wie auch früherer Vorsitzender der Konzernleitung der Adolph Saurer AG, Arbon. Zum Ausschuss gehören 22 Mitglieder, vorwiegend Unternehmer.